# Калістратіха
Калістра́тіха (рос. Калистратиха) — село у складі Калманського району Алтайського краю, Росія. Адміністративний центр та єдиний населений пункт Калістратіхинської сільської ради.

## Населення
Населення — 709 осіб (2010; 812 у 2002).
Національний склад (станом на 2002 рік):
- росіяни — 95 %